# Albertovo jezero
Albertovo jezero (anglicky Lake Albert, francouzsky Lac Albert), též Mwitanzige či Nam Ovoyo Bonyo, je jezero ve Východní Africe na hranicích Konžské demokratické republiky a Ugandy. Nachází se v tektonické propadlině v nejsevernější části řetězce jezer Velké příkopové propadliny. Je to jedno z Velkých Afrických jezer. Je sedmé největší v Africe. Má rozlohu 5 600 km². Je 160 km dlouhé a přibližně 30 km široké. Dosahuje maximální hloubky 58 m. Leží v nadmořské výšce 617 m.

## Pobřeží
Pobřeží je slabě členité. Břehy jsou převážně srázné. Dno je ploché. Na jižním konci jezera se nachází série bažin v místech, kde se do jezera vlévá řeka Semliki.

## Vodní režim
Jezero je částí systému horního Nilu. Jeho hlavním zdrojem je Viktoriin Nil, který přitéká z Viktoriina jezera a řeka Semliki, která přitéká z Edwardova jezera. Jeho odtok leží v nejsevernejším cípu jezera a nazývá se Albertův Nil (po vstupu do Súdánu je známý jako Horský Nil). Průměrný roční srážky na hladinu činí 4,6 km³ a průměrný přítok z povodí jezera 24,9 km³. Vypařování představuje 7,5 km³ a odtok 22 km³.

## Vlastnosti vody
Teplota vody na povrchu dosahuje 30 °C.

## Fauna a flóra
Jezero je bohaté na ryby (přibližně 40 druhů, např. nilský okoun a tygří ryba).

## Využití

### Doprava
Na jezeře je rozvinutá místní lodní doprava

### Osídlení pobřeží
Na březích leží několik osídlení (přístavů), největšími jsou Butiaba a Pakwach v Ugandě a Kaseni v Konžské demokratické republice.

## Historie
V roce 1864 se stal cestovatel Samuel Baker prvním Evropanem, který objevil jezero. Pojmenoval ho po právě zesnulém princi Albertovi, manželovi královny Viktorie. Ve druhé polovině 20. století se jezero jmenovalo podle zairského prezidenta Mobutu Sese Seko.